# Maria Jankowski

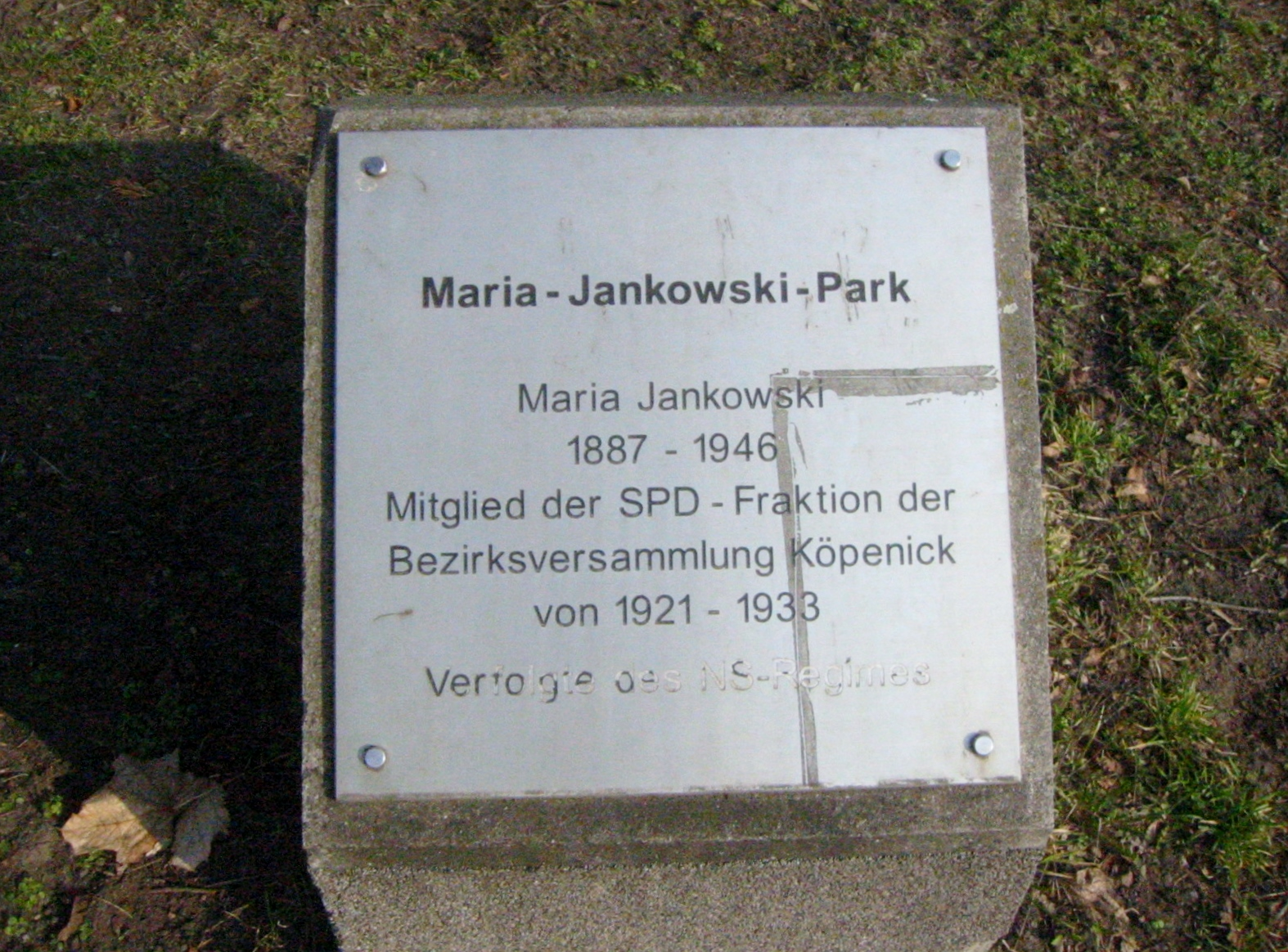
Gedenktafel am Eingang des Maria-Jankowski-Parks

Maria Amalie Jankowski (geboren als Maria Amalie Rudolf am 11. Mai 1887 in Ottmachau in Schlesien; gestorben am 23. Juli 1946 in Berlin-Köpenick) war eine deutsche Kommunalpolitikerin der SPD und eine politisch Verfolgte in der Zeit des Nationalsozialismus.

## Leben
Bereits vor dem Ausbruch des Ersten Weltkriegs lebte sie in Köpenick, wo sie ihren ersten Mann kennenlernte. Sie hatte von diesem 3 Kinder, die sie nach seinem Tod 1924 zunächst alleine großziehen musste. 1919 wurde sie Mitglied der SPD. Ab 1921 war sie Vorsteherin der Wohlfahrtskommission, Beisitzerin der Arbeiterwohlfahrt und Bezirksvorsteherin in der Köpenicker Dammvorstadt. Von 1921 bis 1924 war sie Stadträtin und engagierte sich in der Wohlfahrts- und Jugendpflege. Sie war Mitglied der Bezirksverordnetenversammlung von Köpenick und Kreisleiterin der SPD. 1926 heiratete sie in zweiter Ehe den Schneidermeister Anton Jankowski.
Am 21. März 1933, dem Tag von Potsdam, wurde sie in ihrer Wohnung in der Bergmannstraße 18 von der SA überfallen und zusammen mit Paul Ufermann, einem anderen Sozialdemokraten, in das SA-Heim „Demuth“ in der Elisabethstraße 23 (heute Pohlestraße 11) verschleppt, wo sie ausgezogen, auf einer Bank festgeschnallt und mit Knüppeln, Stahlruten und Peitschen misshandelt wurde.
Im Krankenhaus Köpenick wurden von den Misshandlungsspuren Fotos angefertigt, die mit Hilfe des dort angestellten Sozialdemokraten Paul Pohle ins Ausland geschmuggelt und in der Londoner Times und im Braunbuch zum Reichstagsbrand veröffentlicht wurden. Pohle wurde im Juni 1933, während der sogenannten Köpenicker Blutwoche, von der SA verschleppt, gefoltert und schließlich ermordet. 
Jankowski gelang es dagegen, sich vor den Nazis zu verstecken und den Krieg in Berlin zu überleben. Nach einer weiteren aktiven Phase als Politikerin der SPD wurde sie mit der Zwangsvereinigung von SPD und KPD kurz vor ihrem Tod Mitglied der SED. 1946 starb sie infolge eines häuslichen Unfalls.
Der Erinnerung an sie ist der Maria-Jankowski-Park in Berlin-Köpenick gewidmet. Anlässlich ihres 114. Geburtstags am 11. Mai 1998 wurde die Grünanlage an der Bahnhofstraße entsprechend umbenannt und ein Stein mit einer Gedenktafel am Rande des Parks aufgestellt. Am 23. Juli 2007 wurde die angrenzende kleine Straße anlässlich des 120. Geburtstags Jankowskis von Straße D7 in Am Maria-Jankowski-Park umbenannt.